# Apiomeris parvella
Apiomeris parvella är en mångfotingart som beskrevs av Filippo Silvestri 1917. Apiomeris parvella ingår i släktet Apiomeris och familjen klotdubbelfotingar. Inga underarter finns listade i Catalogue of Life.